# Сет-Ван
Сет-Ван (фр. Sept-Vents) — коммуна во Франции, находится в регионе Нижняя Нормандия. Департамент коммуны — Кальвадос. Входит в состав кантона Комон-л’Эванте. Округ коммуны — Байё.
Код INSEE коммуны — 14672.

## Население
Население коммуны на 2010 год составляло 409 человек.
| 1962 | 1968 | 1975 | 1982 | 1990 | 1999 | 2010 |
| ---- | ---- | ---- | ---- | ---- | ---- | ---- |
| 427  | 374  | 332  | 331  | 341  | 361  | 409  |

## Экономика
В 2010 году среди 260 человек трудоспособного возраста (15 — 64 лет) 203 были экономически активными, 57 — неактивными (показатель активности — 78,1 %, в 1999 году было 71,0 %). Из 203 активных жителей работали 184 человека (104 мужчины и 80 женщин), безработных было 19 (11 мужчин и 8 женщин). Среди 57 неактивных 20 человек были учениками или студентами, 23 — пенсионерами, 14 были неактивными по другим причинам.